# Лінія 8 (Паризький метрополітен)
Лінія 8 — лінія Паризького метрополітену, яка, пролягаючи через правий берег Сени, сполучає південно-західну околицю Парижа з південно-східними передмістями. Лінію було відкрито 13 липня 1913 року на дільниці Опера — Шарль Мішель. Того ж року лінію було подовжено до станції Порт-д'Отей у східному напрямі, а в 1928 та 1931 і 1937 роках — до станцій Рішельє — Друо, а потім Порт-де-Шарантон і Балар у західному напрямі відповідно. 1937 року відтинок Порт-д'Отей — Ла Мотт-Піке — Гренель відійшов до лінії 10 метро. Надалі (протягом 1942, 1970-х та 2011 роках) лінія подовжувалась винятково на захід, вийшовши за межі Парижа та поєднавши комуни Шарантон-ле-Пон, Мезон-Альфор і Кретей зі столицею.

## Станції

Схема лінії.

| Назва Мовою оригіналу                                               | Комуна          | Дата відкриття  | Пересадки                           | Примітки                                           |
| ------------------------------------------------------------------- | --------------- | --------------- | ----------------------------------- | -------------------------------------------------- |
| Балар Balard                                                        | XV              | 27 липня 1937   | (T) · [2] · [3а]                    | На честь Антуана-Жерома Балара                     |
| Лурмель Lourmel                                                     | XV              | 27 липня 1937   |                                     | На честь Фредеріка Анрі Ле Нормана де Лурмеля      |
| Бусіко Boucicaut                                                    | XV              | 27 липня 1937   |                                     | На честь родини меценатів Бусіко                   |
| Фелікс Фор Félix Faure                                              | XV              | 27 липня 1937   |                                     | На честь Фелікса Фора                              |
| Коммерс Commerce                                                    | XV              | 27 липня 1937   |                                     |                                                    |
| Ла-Мотт-Піке — Гренель La Motte-Picquet — Grenelle                  | XV              | 13 липня 1913   | (М) · (6) · (10)                    |                                                    |
| Еколь-Мілітер École Militaire                                       | VII             | 13 липня 1913   |                                     | Поблизу Військової школи                           |
| Ла-Тур-Мобур La Tour-Maubourg                                       | VII             | 13 липня 1913   |                                     | Названа на честь Марі-Віктора Латур-Мобура де Фе   |
| Енвалід Invalides                                                   | VII             | 24 грудня 1913  | (М) · (13) · (RER) · (C)            | Поблизу Дому Інвалідів                             |
| Конкорд Concorde                                                    | I, VIII         | 12 березня 1914 | (М) · (1) · (12)                    | Біля Площі Згоди                                   |
| Мадлен Madeleine                                                    | VIII            | 13 липня 1913   | (М) · (12) · (14)                   | Поблизу церкви Мадлен                              |
| Опера Opéra                                                         | II, IX          | 13 липня 1913   | (М) · (3) · (7) · (RER) · (A) · (E) | Поблизу Опери Гарньє                               |
| Рішельє — Друо Richelieu — Drouot                                   | II, IX          | 30 червня 1928  | (М) · (9)                           | На честь кардинала Рішельє та Антуана Друо         |
| Гран-Бульвар Grands Boulevards                                      | II, IX          | 5 травня 1931   | (М) · (9)                           | На Великих бульварах                               |
| Бон-Нувель Bonne-Nouvelle                                           | II, IX, X       | 5 травня 1931   | (М) · (9)                           |                                                    |
| Страсбур — Сен-Дені Strasbourg — Saint-Denis                        | II, III, X      | 5 травня 1931   | (М) · (4) · (9)                     | На честь Страсбурга та святого Діонісія            |
| Репюблік République                                                 | III, X, XI      | 5 травня 1931   | (М) · (3) · (5) · (9) · (11)        | На площі Республіки                                |
| Фій-дю-Кальвер Filles du Calvaire                                   | III, XI         | 5 травня 1931   |                                     |                                                    |
| Сен-Себастьян — Фруассар Saint-Sébastien — Froissart                | III, XI         | 5 травня 1931   |                                     | На честь святого Севастіана та Жана Фруассара      |
| Шемен-Вер Chemin Vert                                               | III, XI         | 5 травня 1931   |                                     |                                                    |
| Бастій Bastille                                                     | IV, XI, XII     | 5 травня 1931   | (М) · (1) · (5)                     | На площі Бастилії                                  |
| Ледрю-Роллен Ledru-Rollin                                           | XI, XII         | 5 травня 1931   |                                     | На честь Александра Ледрю-Роллена                  |
| Федерб — Шаліньї Faidherbe — Chaligny                               | XI, XII         | 5 травня 1931   |                                     | На честь Луї Леона Сезара Федерба й родини Шаліньї |
| Рейї — Дідро Reuilly — Diderot                                      | XII             | 5 травня 1931   | (М) · (1)                           | названа на честь Дені Дідро                        |
| Монгалле Montgallet                                                 | XII             | 5 травня 1931   |                                     |                                                    |
| Доменіль Фелікс Ебуе Daumesnil                                      | XII             | 5 травня 1931   | (М) · (6)                           | На честь П'єра Доменіля                            |
| Мішель Бізо Michel Bizot                                            | XII             | 5 травня 1931   |                                     | На честь Мішеля Бізо                               |
| Порт-Доре Porte Dorée                                               | XII             | 5 травня 1931   | (T) · [3а]                          |                                                    |
| Порт-де-Шарантон Porte de Charenton                                 | XII             | 5 травня 1931   | (T) · [3а]                          |                                                    |
| Ліберте Liberté                                                     | Шарантон-ле-Пон | 5 жовтня 1942   |                                     |                                                    |
| Шарантон — Еколь Плас Арістід Бріан Charenton — Écoles              | Шарантон-ле-Пон | 5 жовтня 1942   |                                     |                                                    |
| Еколь Ветерінер де Мезон-Альфор École vétérinaire de Maisons-Alfort | Мезонз-Альфор   | 19 вересня 1970 |                                     |                                                    |
| Мезонз-Альфор — Стад Maisons-Alfort — Stade                         | Мезонз-Альфор   | 19 вересня 1970 |                                     |                                                    |
| Мезонз-Альфор — Ле Жуйотт Maisons-Alfort — Les Juilliottes          | Мезонз-Альфор   | 27 квітня 1972  |                                     |                                                    |
| Кретей — Л'Еша Опіталь Анрі Мондор Créteil — L'Échat                | Кретей          | 24 вересня 1973 |                                     |                                                    |
| Кретей — Універсіте Créteil — Université                            | Кретей          | 10 вересня 1974 |                                     | Поблизу Університету Париж XII Валь-де-Марн        |
| Кретей — Префектюр Отель-де-Віль Créteil — Préfecture               | Кретей          | 10 вересня 1974 |                                     |                                                    |
| Кретей Пуент-дю-Лак Pointe du Lac                                   | Кретей          | 8 жовтня 2011   |                                     |                                                    |